# 라이프 인 어 데이 (2011년 영화)
《라이프 인 어 데이》(Life In A Day)는 영국에서 제작된 케빈 맥도널드 감독의 2011년 다큐멘터리 영화이다. 신디 베어 등이 주연으로 출연하였고 리자 마샬 등이 제작에 참여하였다. 유튜브 비디오 공유 웹사이트에 제출된 80,000개 클립에서 선별된 비디오 클립 시리즈로 구성되어 있다.
이 영화의 길이는 94분 53초이며 192개국 80,000개 제출 동영상 중 4,500시간의 동영상에서 선택된 장면들을 포함하고 있다. 완성된 영화는 2011년 1월 27일 선댄스 영화제에서 데뷔했으며 유튜브에 실시간 스트리밍으로 초연되었다. 2011년 10월 31일, 유튜브는 "라이프 인 어 데이"가 무료로 웹사이트에서 시청할 수 있으며 DVD로도 발매될 것이라고 발표하였다.

## 출연

### 주연
- 신디 베어
- 매튜 어빙

## 기타
- 공동제작: 말콤 리브

## 같이 보기
- 러브 퍼레이드 압사 사고